# 杜沙
杜沙（法語：Douchapt）是法国多尔多涅省的一个市镇，属于佩里格区和布朗托姆县（Brantôme）。该市镇总面积8.68平方公里，2009年时的人口为295人。

## 人口
杜沙人口变化图示